# La Mort de Balzac
La Mort de Balzac est un ensemble de trois sous-chapitres initialement destinés à figurer dans La 628-E8 de l’écrivain français Octave Mirbeau, en novembre 1907, et retirés au dernier moment, à la prière de la fille octogénaire de Mme Hanska, la comtesse Mniszech : Mirbeau le justicier aurait été par trop à contre-emploi et a préféré céder aux instances de la vieille dame.
La Mort de Balzac a été publié par Pierre Michel et Jean-François Nivet en 1989, aux Éditions du Lérot, puis en 1999, aux Éditions du Félin. Une première édition séparée des trois sous-chapitres avait précédemment paru en 1918 sous le titre de Balzac, « Aux frais d'un amateur », et le tirage en était limité à 250 exemplaires. La réimpression de La 628-E8 en 1929 (60e mille), avait fait paraître en annexe, sans appareil, les pages exclues de la première édition, où figurent les trois chapitres. Des rééditions ont paru en 2011 chez Sillages, puis, en 2024, à La République des Lettres et aux Éditions de l'Herne.

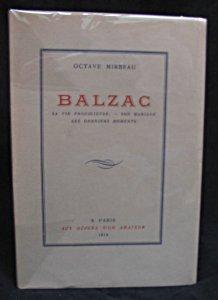
Balzac, 1918, première édition des chapitres sur la mort de Balzac supprimés in extremis de La 628-E8 en novembre 1907.

## Une vie prodigieuse
Ce petit volume comprend trois chapitres : « Avec Balzac », « La femme de Balzac » et « La mort de Balzac » proprement dite, qui a suscité un vif scandale. Dans le premier chapitre, Mirbeau romancier exprime la plus vive admiration pour Balzac, non seulement pour le créateur de l’épique Comédie humaine, mais aussi pour la vie prodigieuse qu’a menée cet « homme extraordinaire » et ce « prodige d’humanité ». Certes, on peut lui reprocher bien des faiblesses, des naïvetés et des contradictions, mais sa vie a été tellement « énorme, tumultueuse, bouillonnante » qu’on ne saurait la soumettre « aux règles d'une anthropométrie vulgaire » ni « l'enfermer dans l'étroite cellule des morales courantes et des respects sociaux ». « Nous devons l'accepter, l'aimer, l'honorer tel qu'il fut. Tout fut énorme en lui, ses vertus et ses vices. »

## Double méprise et trahison

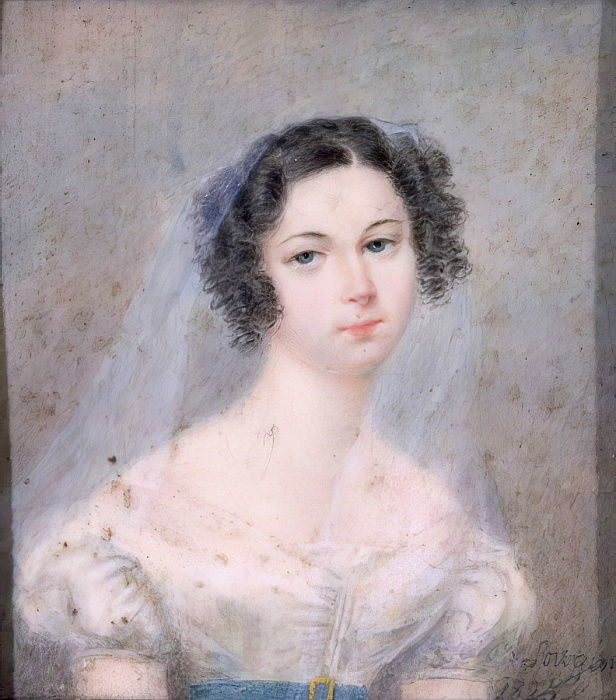
Évelyne Hánska, par Holz Sowgen, vers 1825.

Le deuxième chapitre fait l’historique de la très longue liaison de Balzac avec Éveline Hanska et met en lumière le malentendu rédhibitoire qui la minait par avance. Pessimiste sur ce qu’il est convenu d’appeler « l’amour » et qui n’est à ses yeux qu’une grossière et destructrice illusion, Mirbeau dégage « la double méprise » de leurs « exaltations amoureuses », qui devait inéluctablement entraîner leur « double chute ».

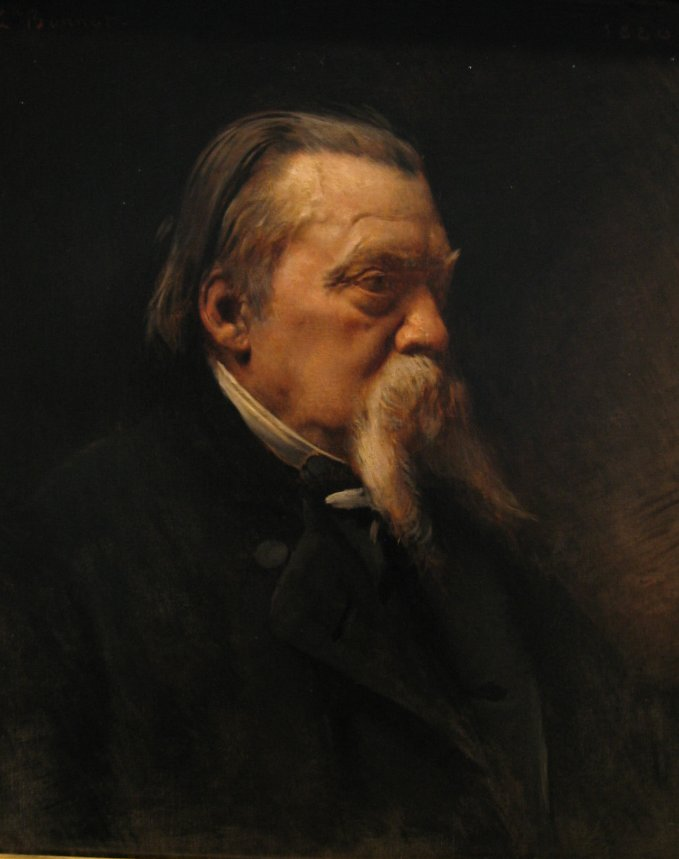
Jean Gigoux par Léon Bonnat musée des beaux-arts de Besançon (1880).

Dans le troisième chapitre, l’auteur prétend s’appuyer sur un récit que lui aurait confié oralement le peintre Jean Gigoux, dans l'atelier de Rodin, pour faire le récit controuvé de l'agonie de Balzac : il aurait été abandonné, mourant, dans sa chambre et voué à une décomposition rapide, pendant que son infidèle épouse recevait son amant Jean Gigoux dans une chambre voisine. Bien sûr, les spécialistes de Balzac se sont scandalisés et ont crié à la calomnie. Mais peu lui chaut, à Mirbeau, de respecter une « vérité » historique qu'il sait inaccessible. Car ce qui lui importe, c’est de souligner une nouvelle fois l’incommunicabilité régnant entre les deux sexes, séparés à tout jamais par un « abîme infranchissable ».
Le récit de la mort solitaire de Balzac et de la trahison de Mme Hanska est aussi, pour Mirbeau, une occasion de se venger par avance, comme s'il en avait eu un obscur pressentiment, de sa propre compagne, l’ancienne actrice Alice Regnault, qui allait à son tour le trahir ignominieusement au lendemain de sa mort.